# Alex Danchev
Alexander „Alex“ Danchev (* 26. August 1955 in Bolton, Lancashire; † 7. August 2016) war ein britischer Historiker und Biograf.

## Leben
Alex Danchev wurde 1955 in Bolton, Lancashire als Sohn von Alfons Danchev, einem belgisch-bulgarischen Bergbauingenieur, und dessen Frau Anne (geborene Gilman) geboren. Er studierte Geschichte und Wirtschaftswissenschaft am University College der University of Oxford und machte dort 1977 seinen Abschluss. Anschließend besuchte er Trinity Hall der University of Cambridge und erhielt dort ein Postgraduate Certificate in Education. 1978 begann er an der Royal Military Academy Sandhurst zu unterrichten. In dieser Funktion gehörte er die nächsten zehn Jahre dem Royal Army Education Corps als Offizier an.
Neben seiner Unterrichtstätigkeit studierte er Kriegssoziologie am King’s College London und promovierte dort 1984. 1988 schied er aus der British Army aus und war von 1988 bis 1989 Research Fellow am King’s College London. Danach wurde er Lecturer für Internationale Beziehungen an der Keele University. Im Laufe seiner dortigen weiteren akademische Karriere wurde er Professor und fungierte als Leiter des Department of International Relations, sowie von 2002 bis 2004 als Leiter der School of Politics, International Relations and the Environment (SPIRE). Von 2004 bis 2014 lehrte er an der School of Politics and International Relations der Nottingham University. 2014 wechselte er an die University of St Andrews, wo er bis zu seinem Tod lehrte.
Danchev war unter anderem Visiting Fellow am Queen Mary, University of London und dem St Antony’s College der University of Oxford.
Danchev war seit 1998 verheiratet. Seine Frau brachte zwei Töchter mit in die Ehe. Er starb im August 2016 im Alter von 60 Jahren an einem Herzinfarkt.

## Veröffentlichungen (Auswahl)
- Oliver Franks: Founding Father, (1993, Oxford University Press, Oxford)
- Alchemist of War: The Life of Basil Liddell Hart (1998)
- mit Daniel Todman (Hrsg.): War Diaries: Field Marshal Lord Alanbrooke (2001)
- Georges Braque: A Life (2005)
- On Art and War and Terror (2009)
- (Hrsg.): 100 Artists’ Manifestos (2011)
- Cézanne: A life (2012)
- On Good and Evil and the Grey Zone (2015)